# 20 pařížských kilometrů

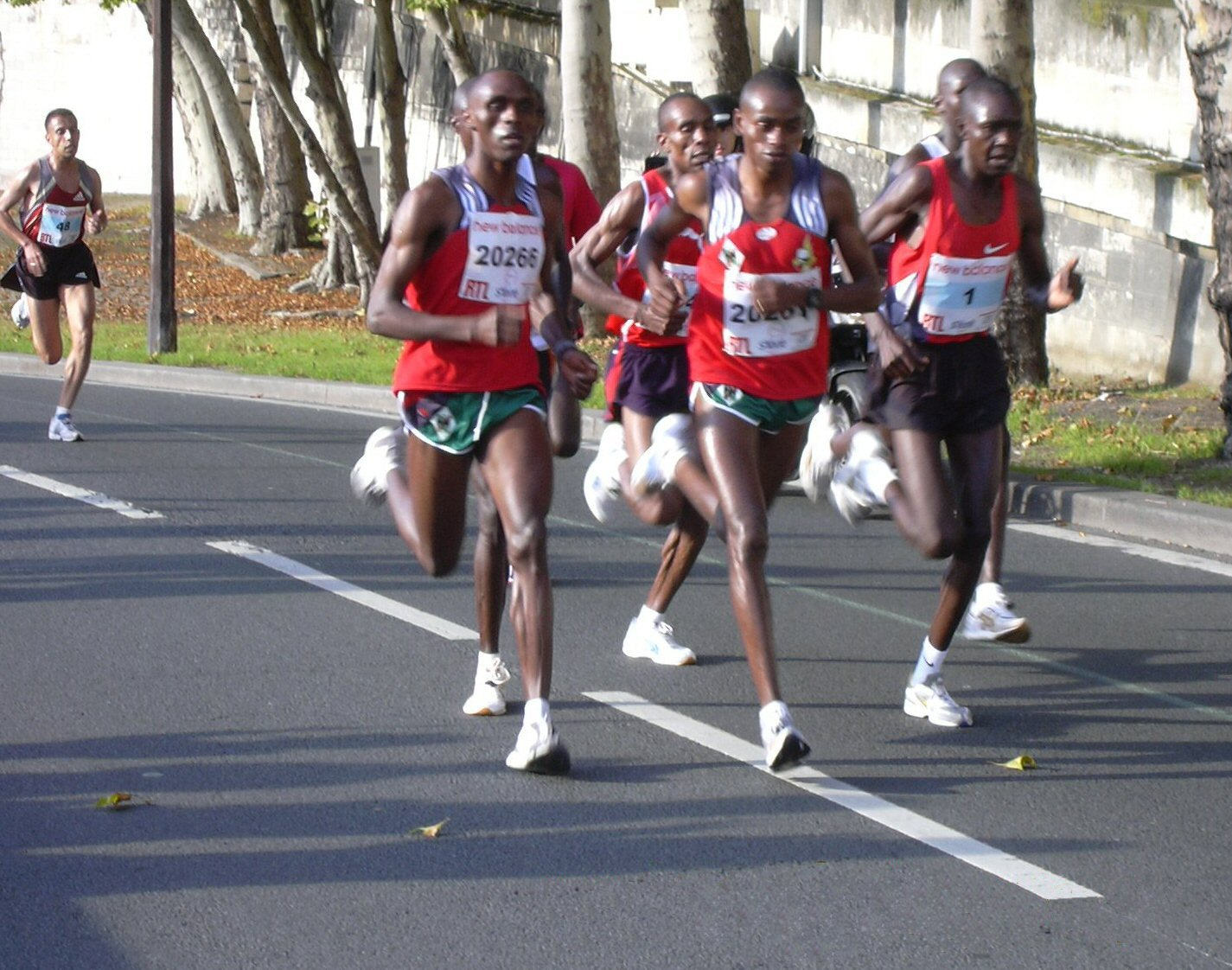
Závod v roce 2004

20 pařížských kilometrů (francouzsky 20 Kilomètres de Paris) je běžecký závod, který se od roku 1979 pořádá v říjnu v Paříži. Od roku 2002 ho organizuje Association sportive et culturelle de l'air.
V roce 1979 byla délka tratě 20,3 km. V 80. letech a na počátku 90. let docházelo opakovaně k úpravám délky, takže časy z tohoto období nejsou považovány za rekordní. V roce 1997 byla délka trasy vyměřena na 19,83 km, dosahuje tedy téměř délky půlmaratonu.

## Trať
Start závodu je pravém břehu Seiny u Pont d'Iéna. Trať vede nejprve východní částí Jardins du Trocadéro na náměstí Place du Trocadéro-et-du-11-Novembre, odkud pokračuje na sever po Avenue Raymond-Poincaré. Poté po dvou kilometrech odbočí na Avenue Foch a po ní míří západním směrem až k Porte Dauphine. Poté se trať stáčí na jih přes Boulogneský lesík, který opouští krátce před 10. km u Porte d'Auteuil. Přes Boulevard Exelmans se navrací zpátky k Seině a pokračuje po nábřeží proti proudu řeky. Na 14. km míjí start závodu, na 15. km Pont de l'Alma a na 16. km Place de la Concorde. Poté trať pokračuje přes Pont Royal na levý břeh. Poslední tři kilometry vedou podél toku řeky k cíli na Quai Branly mezi Pont d'Iéna a Eiffelovou věží.

## Přehled vítězů
Seznam vítězů od roku 1979 do roku 2015.
| Datum            | Muži                             | Čas     | Ženy                            | Čas     |
| ---------------- | -------------------------------- | ------- | ------------------------------- | ------- |
| 2016             | Morhad Amdouni (FR)              | 59:19   | Etagegne Woldu (ETH)            | 1:06:31 |
| 2015             | Stephen Ogari (KEN)              | 59:11   | Nancy Chepngetich Kimaiyo (KEN) | 1:06:03 |
| 2014             | Muhajr Haredin Sraj (ETH)        | 58:27   | Rose Chelimo (KEN)              | 1:05:01 |
| 2013             | Tebalu Zawude (ETH)              | 58:07   | Sarah Chepchirchir (KEN)        | 1:05:03 |
| 2012             | Ezechiel Nizigiymana (BU)        | 58:12   | Cynthia Jerotich (KEN)          | 1:05:38 |
| 2011             | John Mwangangi (KEN)             | 58:15   | Sarah Chepchirchir (KEN)        | 1:06:07 |
| 10. října 2010   | John Nzau Mwangangi (KEN)        | 58:09   | Rose Chelimo (KEN)              | 1:07:27 |
| 11. října 2009   | Dieudonné Disi (RWA)             | 59:33   | Meriem Wangari (KEN)            | 1:05:30 |
| 12. října 2008   | Sammy Kirop Kitwara (KEN)        | 57:42   | Meriem Wangari (KEN)            | 1:08:05 |
| 14. října 2007   | Musau Mwanzia (KEN)              | 58:07   | Meriem Wangari (KEN)            | 1:07:35 |
| 15. října 2006   | John Kyalo Kyui (KEN)            | 59:23   | Florence Chepkurui (KEN)        | 1:10:52 |
| 16. října 2005   | Evans Kiprop Cheruiyot (KEN)     | 57:19   | Dire Tune (ETH)                 | 1:08:17 |
| 17. října 2004   | Sammy Kipkosgei Chumba (KEN)     | 59:36   | Lenah Jemutai Cheruiyot (KEN)   | 1:07:36 |
| 19. října 2003   | Sammy Kipkosgei Chumba (KEN)     | 58:26   | Mestawet Tufa (ETH)             | 1:06:29 |
| 13. října 2002   | Robert Kiprotich Cheruiyot (KEN) | 57:38   | Jeļena Prokopčuka (LAT)         | 1:06:44 |
| 2. prosince 2001 | Philippe Remond (FRA)            | 1:02:17 | Chantal Dällenbach (FRA)        | 1:10:50 |
| 22. října 2000   | Francis Komu Wachira (KEN)       | 59:35   | Hellen Jemaiyo Kimutai (KEN)    | 1:05:28 |
| 17. října 1999   | Domingos Castro (POR)            | 57:54   | Berhane Adere (ETH)             | 1:06:36 |
| 18. října 1998   | Hendrick Ramaala (RSA)           | 57:46   | Hellen Kimaiyo Kipkoskei (KEN)  | 1:06:21 |
| 19. října 1997   | John Gwako (KEN)                 | 57:35   | Cristina Pomacu (ROU)           | 1:07:15 |
| 20. října 1996   | Elarbi Khattabi (MAR)            | 58:22   | Joyce Chepchumba (KEN)          | 1:07:33 |
| 15. října 1995   | Kenneth Cheruiyot (KEN)          | 58:45   | Hellen Kimaiyo Kipkoskei (KEN)  | 1:07:26 |
| 16. října 1994   | Salah Hissou (MAR)               | 58:20   | Iulia Negură (ROU)              | 1:08:04 |
| 17. října 1993   | Saïd Ermili (MAR)                | 58:40   | Hellen Kimaiyo Kipkoskei (KEN)  | 1:06:37 |
| 18. října 1992   | Paul Arpin (FRA)                 | 57:20   | Naděžda Iljina (RUS)            | 1:09:34 |
| 13. října 1991   | António Pinto (POR)              | 59:28   | Natalija Artjomová (URS)        | 1:09:37 |
| 14. října 1990   | Mohammed Mourhit (MAR)           | 59:15   | Dominique Rembert (FRA)         | 1:10:48 |
| 22. října 1989   | António Pinto (POR)              | 58:46   | Rosa Mota (POR)                 | 1:06:37 |
| 16. října 1988   | Pierre Levisse (FRA)             | 59:33   | Maria Rebelo-Lelut (FRA)        | 1:09:44 |
| 18. října 1987   | Cor Lambregts (NED)              | 59:31   | Agnes Pardaens (BEL)            | 1:08:39 |
| 12. října 1986   | Ahmed Salah (DJI)                | 57:19   | Maria Rebelo-Lelut (FRA)        | 1:06:34 |
| 13. října 1985   | Colin Moore (GBR)                | 55:51   | Susan Crehan (GBR)              | 1:06:21 |
| 14. října 1984   | Pierre Levisse (FRA)             | 57:22   | Sally-Ann Hales (GBR)           | 1:08:20 |
| 16. října 1983   | Thierry Watrice (FRA)            | 57:15   | Joëlle Debrouwer (FRA)          | 1:07:14 |
| 17. října 1982   | Jacky Boxberger (FRA)            | 57:47   | Paula Fudge (GBR)               | 1:06:19 |
| 18. října 1981   | Radhouane Bouster (FRA)          | 57:35   | Annick Loir-Lebreton (FRA)      | 1:09:58 |
| 19. října 1980   | Mike McLeod (GBR)                | 1:02:53 | Joëlle Audibert (FRA)           | 1:16:00 |
| 28. října 1979   | Bram Wassenaar (NED)             | 1:01:30 | Chantal Navarro (FRA)           | 1:11:29 |